# Lucía Falasca

Modelo de velero Clase Laser.

Lucía Falasca (Buenos Aires, 8 de julio de 1993) es una regatista argentina especializada en la clase Laser. Fue subcampeona sudamericana en 2014 y campeona 2016 y 2019. Medalla de bronce en los Juegos Panamericanos de 2019. Integrante del equipo olímpico argentino de vela en los Río de Janeiro 2016 y Tokio 2020. Obtuvo el 11.º lugar en Río de Janeiro 2016, en la Clase Laser femenino. Campeona argentina en 2019.